# Escapães
Escapães es una freguesia portuguesa del municipio de Santa Maria da Feira, con 5.44 km² de superficie y 3.309 habitantes (2011). Su densidad de población es de 608,3 hab/km².